# 치즈 위즈

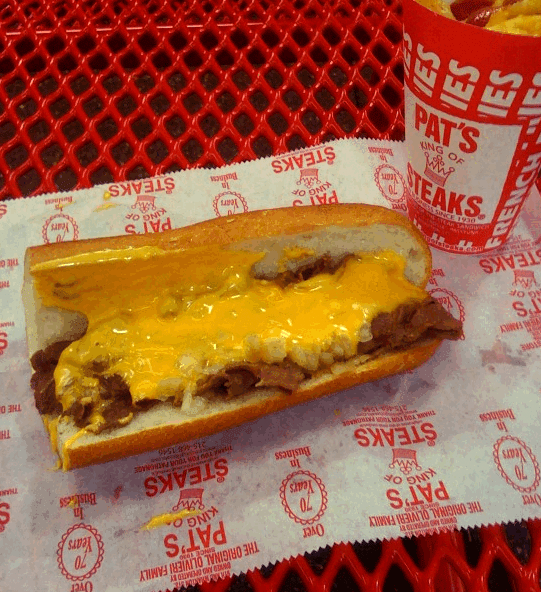

치즈 위즈(Cheez Whiz)는 크래프트푸즈가 판매하는 가공 치즈 소스 또는 스프레드이다. 음식 과학자 에드윈 트레이스먼이 주도하는 한 팀에 의해 개발되었다. 수많은 소스가 1953년 미국에서 첫 선을 보였으나 치즈 위즈는 1952년 말 들어 크래프트와 여러 소매업체들에 의해 광고되었다.

## 종류
- Cheez Whiz
- Cheez Whiz Light
- Cheez Whiz Tex Mex
- Salsa Con Queso
- Cheez Whiz Italia
- Cheez Whiz Bacon
- Cheez Whiz Pimento

## 같이 보기
- 크래프트 디너
- 웰시 레어빗